# Szerhij Jurijovics Siscsenko
Szerhij Jurijovics Siscsenko (ukránul: Сергій Юрійович Шищенко; oroszul: Сергей Юрьевич Шищенко (Szergej Jurjevics Siscsenko); Szirjaki, Ukrajna, 1976. január 13. –) ukrán labdarúgó-középpályás, edző.

## Pályafutása

### A válogatottban
1996-ban 4 találkozón játszott az ukrán U21-es válogatottban.
2001. augusztus 15-én mutatkozott be az ukrán válogatottban a Lettország elleni 1–0-ra végződő barátságos meccsen. Összesen 14 válogatott mérkőzésen lépett pályára, egy gólt szerzett.

## Sikerei, díjai
Sahtar Doneck
- Ukrán kupa: 1995, 1997
- Ukrán bajnokság ezüstérmes: 1996–97

Metalurh Doneck
Ukrán bajnokság bronzérmes: 2001–02, 2002–03, 2004–05
Metalurh Zaporizzsja
- Ukrán kupa ezüstérmes: 2006

### Egyéni
- Az ukrán bajnokság gólkirálya: 2001–02